# AirDrop
AirDrop è una funzione proprietaria che Apple ha implementato nei dispositivi mobili iPhone e iPad, oltre che nei computer Macintosh. Da iOS 17.1 si possono pure passare i contatti e i dati semplicemente avvicinando due iPhone Serve essenzialmente per trasferire uno o più file.

## Storia
La funzionalità di AirDrop è stata introdotta nel 2010 in OS X Lion e, successivamente, estesa su iOS 7 nel 2013.
L'esigenza di scambiare contenuti con un altro dispositivo Apple nelle vicinanze era particolarmente sentita dagli utenti.

## Attivazione
Per attivarlo basta semplicemente accedere al Centro di Controllo (valido sia per macOS che iOS, iPadOS, watchOS, tvOS) e, nel box della connettività, attivarlo direttamente da lì. Per usare la funzione "name drop" basta avvicinare due dispositivi, per es. due iPhone, per condividere contatti e file.